# Rudolf Friedrich Schüle I.

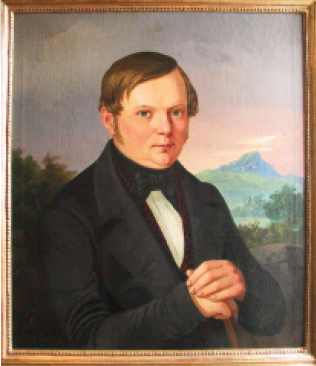
Rudolf Friedrich Schüle I.

Rudolf Friedrich Schüle I. (* 1808 in Kirchheim unter Teck; † 1886) war ein württembergischer Unternehmer. Er war von 1837 bis 1865 Alleininhaber der offenen Handelsgesellschaft Kolb & Schüle in Kirchheim unter Teck.

## Leben
Rudolf Friedrich Schüle war ältester Sohn Konrad Friedrich Schüles. 1833 trat er in die Unternehmensleitung der offenen Handelsgesellschaft Kolb & Schüle ein. Nach dem Tod seines Cousins Gustav Jakob Kolb wurde er 1837 Alleininhaber des Unternehmens. Er formte im Zeitalter der Industrialisierung Kolb & Schüle zu einem Industriebetrieb.
Er gründete eine Webschule zur Ausbildung von Facharbeitern und war Initiator und Vorstandsmitglied der Kirchheimer Eisenbahn-Gesellschaft.
Er war u. a. Mitglied des Kirchheimer Gemeinderats, der Stuttgarter Industriebörse und Zunft- und Oberschützenmeister.